# 仙石正和
仙石 正和（せんごく まさかず、1944年 - ）は、日本の工学者。新潟大学名誉教授。専門は情報通信工学、情報ネットワーク、ネットワーク工学。

## 経歴
長野県松本市生まれ。長野県松本県ヶ丘高等学校を経て、昭和42年新潟大学工学部電気工学科卒業。昭和47年北海道大学大学院博士課程修了、工学博士。北海道大学工学部助手、新潟大学工学部助教授を経て教授。2008年、電子情報通信学会功績賞を受賞。新潟大学副学長、理事を務めた。
2014年事業創造大学院大学学長・教授。2024年、瑞宝中綬章受章。

## 著書
- 『工学力のデザイン』共著（丸善　2007）
- 『電子情報通信ハンドブック』電子情報通信学会編（共著電子情報通信学会編）:
- 『電気の不思議　―エレクトロニクスへの招待―』（コロナ社　1995）
- 『新版情報処理ハンドブック』共著（情報処理学会編　オーム社 1995 ）
- 『演習グラフ理論　―基礎と応用―』共著（コロナ社 1983）など